# Water (band)
Water (de bandnaam werd op zijn Nederlands uitgesproken) was een Nederlandse muziekgroep in de jaren zeventig. Water verwijst naar de haat-liefdeverhouding van Nederlanders met het water.
De band kwam voort uit Sandy Coast, waarvoor Ron Westerbeek Summertrain schreef. Leider Hans Vermeulen wilde een andere richting op, waarbij onder andere zich Ron Westerbeek aansloot. Die groep zou zich meer richten op zang, Westerbeek opteerde echter voor een leven als instrumentalist. Uit Sandy Coast kwam drummer Onno Bevoort mee; John Lagrand op mondharmonica kwam uit Livin' Blues. Het gezelschap werd aangevuld met fluitist Jan van Dijk, bassist Boris Farberow en zanger Nico Doorduyn, die laatste uit de Haarense band Crisis.
De band week destijds af van het gangbare stramien; het werd een conceptband. Muziek en het decor en lichtshow bij optredens moesten bij elkaar passen. Het zou door het leven gaan als Water Live Music Movie, geïnspireerd op werk van filmer Joop Pieëte sr. De muziek zou progressieve rock worden met funk- en fusioninvloeden.
Bij de eerste plaat was de samenstelling alweer gewijzigd. 
Water kwam tot twee elpees:
- 1975: The second day (Philips Records) met single Holiday hideaway
- 1976: Damburst (Vertigo Records)

Na die twee albums ging de band na meerdere personeelswisselingen en financiële problemen alweer in 1977 ter ziele; Westerbeek sloot zich weer aan bij het heropgerichte Sandy Coast. In 2025 interviewde Felix Meurders Ron Westerbeek in zijn programma FM op 5, in het kader van de Jaren Zeventig op NPO Radio 5. Westerbeek woonde toen in de Algarve, waar hij muziekles gaf.